# 狭萼折柄茶
狭萼折柄茶（学名：Hartia densivillosa）为山茶科折柄茶属下的一个种。

## 扩展阅读
- 維基物種上的相關：狭萼折柄茶